# デーオバンド派
デーオバンド派　(デオバンド派；英語: Deobandi; ウルドゥー語: دیوبندی; ヒンディー語:  देवबन्दी; アラビア語: الديوبندية; ベンガル語: দেওবন্দি )は、19世紀後半に起こったスンナ派イスラーム改革運動で:10、北インドのウッタル・プラデーシュ州デーオバンドに位置するイスラーム神学校（マドラサ）として知られるデーオバンド学院（en）関係者によって形成された、南アジアにおけるスンナ派ハナフィー法学派内のウラマー集団の派閥。

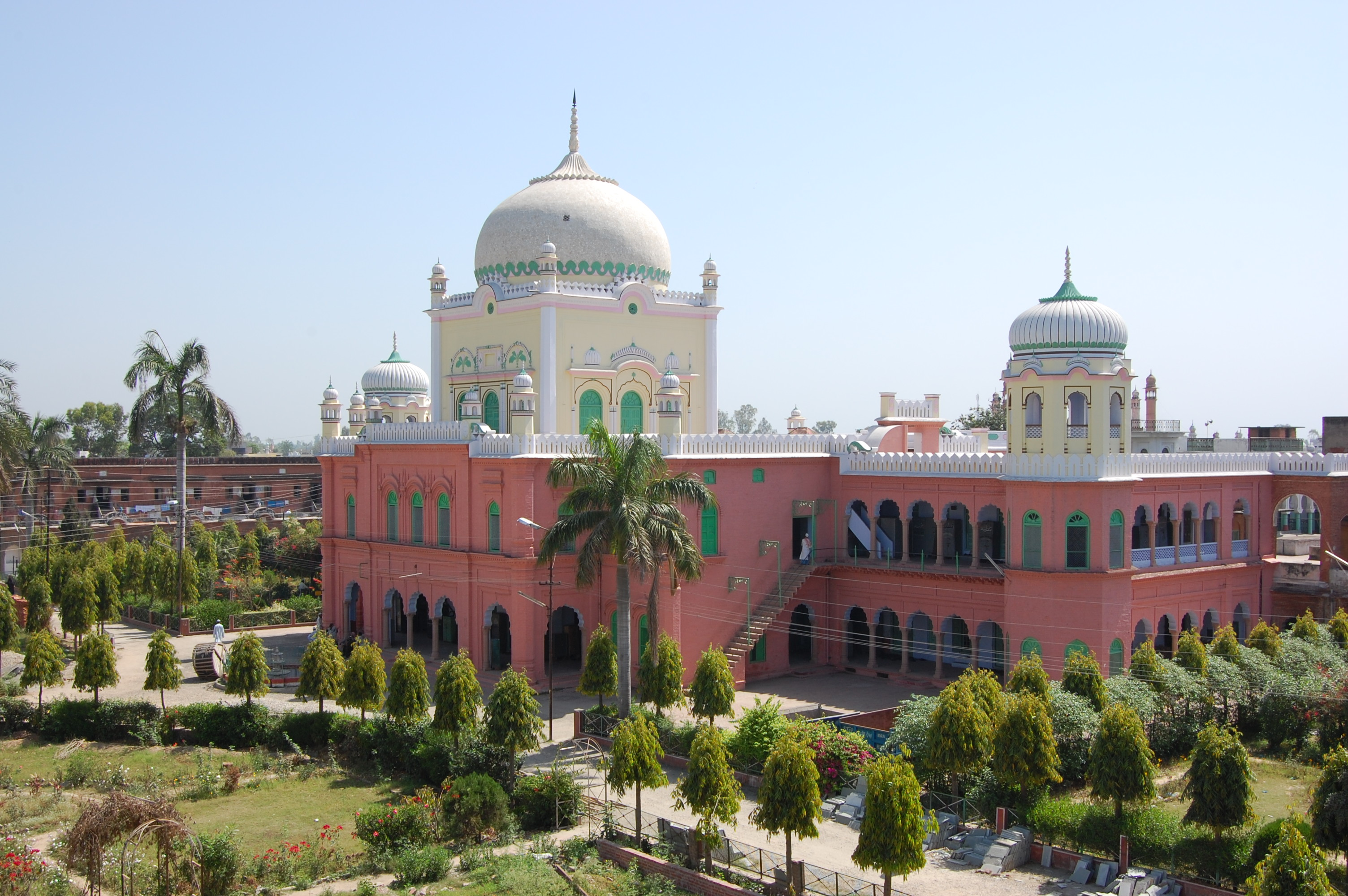
デーオバンド派発祥の地であるデーオバンド学院

日本でも活動を行っているタブリーギー・ジャマーアトはデーオバンド派から派生した布教団体。21世紀現在においてもインドやパキスタンで有力な派閥であり、ターリバーンの指導部はパキスタンにおける同派系列のマドラサで学んでいたことでも知られる。

## 歴史
同派の創始者はデーオバンド学院の創設者と同一視されている。ムガル帝国の衰退・滅亡とイギリスの進出という状況下、またインド大反乱以降に没落したムスリムに対して、イギリスによる資金援助に一切頼らずに、自らの手で従来の方法を革新させた宗教学校の運営及び教育を行った。それが1867年創設のデーオバンド学院である。その革新的な宗教学校運営や教育実践が評価されており、宗教学校としてはエジプトのアズハル大学に次ぐ高い名声を博している。そのため南アジアだけでなく南アフリカやアフガニスタン、ミャンマーからも留学生が集まっている。
当初は政治運動から距離を置いていたものの、２０世紀に入ると汎イスラーム運動の気運が高まり、マフムード・ハサンのように反英運動を指導する学者が登場。１９１９年に結成されたインド・ウラマー協会（Jamiat Ulema-e-Hind、インド・ウラマー連合とも呼ばれる）は同派の宗教政党である。インド・パキスタン分離独立を契機に、インド支持層はインド・ウラマー協会にそのまま残留、パキスタン支持層はイスラーム・ウラマー協会（Jamiat Ulema-e-Islam）として分裂した。
分離独立以後、インドのデーオバンド学院で学んだ学者たちがパキスタンの各地で自らの宗教学校を設立したため、ハイバル・パクトゥンクワ州にある1947年創設のハッカーニーヤ学院や1951年創設のスィンド州のカラチ学院が有名。独立期から続くパキスタン・インド間の継続的な紛争により、パキスタン人がインドのデーオバンド学院留学することが困難であるため、両国間におけるデーオバンド派学者の直接的な人的交流は非常に限られている。
現在アフガニスタンを実質的に支配するターリバーンの指導者層の多くはハッカーニーヤ学院の卒業生である。

## 各国におけるデーオバンド派の状況

### インド
インド・ムスリムの15%（およそ1億7千万人）がデーオバンド派に属しているとされており[25]、彼らは主にデーオバンド学院とインド・ウラマー協会によって統制されている。同学院や協会は国家資源へのアクセスやムスリム団体への代表権を持つため、インド・ムスリムの中では主要なグループの一つである。

### パキスタン
2億人以上のムスリムを抱えるパキスタンでは、15-25%がデーオバンド派に属している。またパキスタンのマドラサ（宗教学校）全体の65％近くがデーオバンド派である。デーオバンド派は1980年代初頭から2000年代初頭までサウジアラビアからの資金援助を受けていたものの、後にその資金はアフレ・ハディース派に流れた。
同派の系列を汲むとされる過激派武装組織も存在しており、パキスタン・ターリバーン運動(TTP) や、SSP、LeJがその代表格である。彼らはラホールのダーター・ダルバールをはじめとするスーフィー聖者廟に対して自爆テロを行っている。

### バングラデシュ
ムスリム人口およそ1億4千万人のうち、約半数以上がデーオバンド派（またはタブリーギー・ジャマーアト）に属している[29][30]？。また政府の財政支援を受けていない大部分のコウミ・マドラはデーオバンド系列である。

### アフガニスタン
アフガニスタンとパキスタンの国境であるデュランドライン周辺に多く住むパシュトゥーン人の間で、一般的な教育施設として認識されているのがデーオバンド派マドラサである[31]。パシュトゥーン人は多民族国家アフガニスタンの最大民族でおよそ1500万人、パキスタンでは人口の1割にあたる約4000万人が住んでいることに加え、ターリバーンやパキスタンのイスラーム・ウラマー協会の指導者層もパシュトゥーン人が多い。